# Торі Лейнз
Дейстар Шемуель Шуа Петерсон (народився 27 липня 1992 року), професійно відомий як Торі Лейнз, — канадський репер, співак, автор пісень і продюсер. Початкове визнання він отримав завдяки мікстейпу Conflicts of My Soul: The 416 Story, випущеному в серпні 2013 року. У 2015 році Торі Лейнз підписав контракт зі звукозаписною компанією продюсера Бенні Бланко Mad Love Records через лейбл Interscope Records .
Дебютний студійний альбом Лейнза, I Told You (2016), включав сингли " Say It " і " Luv ", які посіли 23 і 19 місце у Billboard Hot 100 відповідно. У 2018 році Лейнз випустив другий і третій студійні альбоми «Memories Don't Die» і «Love Me Now?» Його четвертий студійний альбом Chixtape 5 (2019) посів 2 місце в американському чарті Billboard 200. У 2020 році він випустив свій п'ятий студійний альбом Daystar, який дебютував на 10 місці у Billboard 200 і містив суперечливі відповіді на звинувачення в тому, що він стріляв у реперку Меган Ті Сталліон раніше того ж року. Лейнз отримав номінацію на премію «Греммі» за свою пісню " Luv ", а також отримав чотири премії «Джуно» .

## Раннє життя
Дейстар Шемуель Шуа Петерсон народився 27 липня 1992 року в м. Бремптон, провінція Онтаріо, в сім'ї Баджанця, Сонстара і матері з Кюрасао Луелли. Їхня сім'я жила в Монреалі, а потім переїхала до Маямі, Флорида . Після смерті матері його батько почав працювати священиком і місіонером, що змусило їх обох часто переїжджати по всій території Сполучених Штатів. Пізніше батько Дейстара одружився вдруге, і сім'я переїхала до Атланти, штат Джорджія, де Дейстар зустрів свого друга Хакіма, який на той час працював прибиральником. Прізвисько Дейстара «Лейнз» дав йому Хакім, як коментар до схильності Дейстара шукати пригод, що іноді призводило до того, що він бовтався на вулиці, не дивлячись на рух машин і граючись на провулках.
У 2006 році його відправили жити до його двоюрідного брата Дахіра Абіба, Орейна Форреста, на Ямайку, в Квінс, штат Нью-Йорк, через проблеми з поведінкою. Потім Дейстар був змушений переїхати до Торонто зі своєю бабусею. Оскільки вона відмовилася піклуватися про нього, він залишився сам у віці 15 років. «Врешті-решт я переїхав до центру міста з трьома хлопцями, яких насправді не знав. Я прийшов у будинок і не розумів, як тут все влаштовано. З п'ятнадцяти до вісімнадцяти років я просто бився з ними. Тоді кожен був сам за себе. Ось що зробило мене чоловіком, коли я мусив дбати про себе і опинився в ситуації, коли немає ні тата, ні бабусі, ні мами, які б тобі могли допомогти. Це змінило людину, якою я є сьогодні», — каже він. Потім він знову почав читати реп, а потім взяв собі псевдонім Notorious (що було посиланням на покійного репера Notorious BIG, якого він обожнював), і перейняв його у свій новий псевдонім «Tory Lanez». У 16 років Дейстар покинув десятий клас і почав виконувати пісні на концертах під відкритим небом. У 17 років Дейстар почав співати, чим потім дуже зацікавився. Однак він ніколи не навчався вокалу. Дейстар також відомий під псевдонімом Argentina Fargo. В одному з інтерв'ю він сказав: «Коли я поєдную іноземну та банківську справу, це як іноземні гроші. Я канадський чувак, який гуляє по Америці. Дивитися на мене, це як дивитися на іноземні гроші. Тому я називаю себе Аргентина Фарго, як іноземні гроші» Серед своїх музичних натхненників Лейнз називає Бренді та Ray J .

## Кар'єра

### 2009—2015: Початок кар'єри
У 2009 році Торі Лейнз випустив свій дебютний мікстейп T.L 2 T.O . Коли Лейнз жив у Південній Флориді, він почав знімати деякі зі своїх музичних відео і опублікував їх на своєму каналі YouTube. Шон Кінгстон зацікавився Лейнзом після того, як побачив відео, з його фрістайлом на пісню Ллойда Бенкса " Beamer, Benz, or Bentley " . У лютому 2010 року Кінгстон зв'язався з Лейнзом і запропонував йому зустрітися під час туру Джастіна Бібера, а пізніше запросив його виступити там наживо. У 2010 році Торі випустив мікстейпи Just Landed, One Verse One Hearse, Playing for Keeps та Mr. 1 Verse Killah. У 2011 році Лейнз підписав контракт із лейблом Кінгстона Time is Money Entertainment і випустив мікстейпи Mr. Peterson, Chixtape і Swavey . Пізніше він покинув лейбл, щоб стати незалежним артистом. У 2012 році Торі Лейнз випустив мікстейп « Sincerely Tory», «Conflicts of My Soul: The 416 Story» у 2013 році та «Chixtape II» у 2014 році У квітні 2014 року Торі випустив два епізоди «Public Swave Announcement» про закулісся туру «These Things Happen Tour» з G-Eazy та Рокі Фреш . 2 червня 2014 року Lanez випустив пісню «Teyana» як данину пам'яті співачці Теяні Тейлор . Тейлор відповіла треком «Dreams of Fuckin' an R&B Bitch». 6 червня 2014 року Лейнз випустив пісню «The Godfather», щоб оголосити про те, що він збирається розпочати серію під назвою « Fargo Fridays», випускаючи пісні, альбоми та відео лише по п'ятницях на HotNewHipHop . Пісні «I'll Be There», «Talk On Road» і «Balenciagas» були випущені пізніше того ж місяця.
Після випуску низки пісень із серії, він випустив пісню під назвою «The Mission», щоб відсвяткувати оголошення свого туру 14 серпня 2014 року. Lanez розпочав свій перший хедлайнерський тур, «Lost Cause Tour», у поєднанні з мікстейпом Lost Cause . Реліз мікстейпу мав відбутися 29 вересня 2014 року, але був перенесений на 1 жовтня. В одному з інтерв'ю Торі Лейнз заявив, що написав пісні для таких виконавців, як Akon (" Been Gettin' Money " з Jeezy), Casey Veggies (" Actin' Up "), August Alsina (" My Niggas " з Meek Mill), а також TI і Тревіс Скотт . 27 лютого 2015 року Торі Лейнз повідомив, що 6 квітня він збирається випустити спільний міні-альбом із продюсерами WeDidIt Records. 3 квітня 2015 року Торі випустив сингл під назвою «In For It» для свого майбутнього міні-альбому. 8 травня 2015 року Lanez випустив ще одну пісню під назвою «Ric Flair» за участю Рорі Трасторі. 22 травня 2015 року він випустив другий сингл для міні-альбому під назвою «Acting Like». 19 червня 2015 року Торі оголосив, що EP буде називатися Cruel Intentions і вийде 26 червня 2015 року. Того ж дня вийшов сингл " Karrueche ".

### 2015–дотепер: Випуски альбомів і зростання популярності
15 липня 2015 року Торі Лейнз випустив перший сингл зі свого дебютного альбому під назвою " Say It ". Також стало відомо, що він підписав контракт з лейблами Benny Blanco Mad Love Records та Interscope Records . 18 вересня 2015 року Lanez випустив сингл " BLOW ". 25 грудня 2015 року Lanez випустив два мікстейпи, Chixtape III і The New Toronto . 18 січня 2016 року " LA Confidential " вийшов як другий сингл до альбому. 28 січня 2016 року Торі Лейнз виступив гостем на Jimmy Kimmel Live! виконавши пісню «Say It». Він виконав пісню разом з популярною R&B-групою 90-х Brownstone (група), яка використала у «Say It» семпл їхнього хіта " If You Love Me (Brownstone song) ". Через місяць Lanez випустив ремікс на пісню MadeinTYO " Uber Everywhere ". 4 березня 2016 року Лейнз випустив пісню «Tim Duncan» як частину своєї серії Fargo Fridays . Наступного тижня він випустив пісню «Real Addresses».
1 квітня 2016 року ASAP Ferg і Tory Lanez оголосили про початок туру «The Level Up Tour». 5 квітня 2016 року стало відомо, що Tory Lanez виступить на Summer Jam і Pemberton Music Festival влітку 2016 року 8 квітня 2016 року Торі Лейнз і ASAP Ferg співпрацювали над піснею «Line Up the Flex» для просування свого туру «Level Up». 18 квітня Торі Лейнз відмовився бути на обкладинці XXL Freshmen 2016 року, тому що відчував, що він знаходиться в музичному плані у вищій лізі, ніж інші артисти, які розглядалися. 6 травня 2016 року Lanez випустив дві пісні «For Real» і «Unforgetful» в рамках серії Fargo Friday . 29 липня 2016 року Lanez випустив офіційний другий сингл " Luv " на iTunes . Він також повідомив, що його альбом буде називатися I Told You . Реліз I Told You відбувся 19 серпня 2016 року. 5 липня Lanez випустив два ремікси на " Controlla " Дрейка та " I Got the Keys " DJ Khaled . 20 липня Лейнз оголосив про початок туру I Told You для просування альбому. 2 березня 2018 року Lanez випустив свій другий студійний альбом Memories Don't Die . У тому ж році він також випустив альбом під назвою Love Me Now? 26 жовтня 2018 року. Він також випустив альбом під назвою Chixtape 5 15 листопада 2019 року та інший альбом під назвою The New Toronto 3 10 квітня 2020 року, останній з яких став його останнім релізом з Interscope Records .
20 березня 2020 року Лейнз об'єднався з ямайським реггі- співаком Буджу Бантоном для створення реміксу на пісню «Trust».
Під час карантину через пандемію COVID-19 Лейнз вів «Карантинне радіо» у своєму Instagram Live . 14 травня 2020 року Лейнз випустив сингл «Temperature Rising» через власний імпринт One Umbrella, що стало його першим релізом як незалежного артиста після його відходу з Interscope Records . 10 липня Лейнз випустив три сингли «Simple Things» з DJDS і Rema, «Staccato» і «392» з підписаним на його лейблі VV$ Ken. Останні два треки були випущені як EP під назвою VVS Capsule .
25 вересня 2020 року Лейнз несподівано випустив свій п'ятий альбом Daystar, його перший проект після відходу з Interscope на початку року. В альбомі він у кількох піснях захищається від заяв про те, що він застрелив реперку Меган Ті Сталліон .

## One Umbrella
One Umbrella — канадський звукозаписний лейбл і управлінська компанія, заснована Торі Лейнзом у 2014 році. Вона починалася як компанія з виробництва одягу під дочірньою компанією Forever Umbrella . У 2018 році першим підписником лейблу став Mansa, а потім він розширився, підписавши контракти з артистами Davo, Mariah the Scientist, Kaash Paige і VVS Ken. У 2020 році Лейнз випустив свій перший сингл як незалежний артист, написавши: «Я чекав і розраховував протягом 4 років, щоб бути своїм власним босом. Я володію всіма моїми власними майстрами, видавництвом, роялті тощо. Це може нічого не означати для вас, але бачити мій лейбл внизу, не прив'язаним до великого лейблу, — це те, над чим ми так важко працювали».

### Список

#### Поточні
- Mansa
- Davo
- VVS Ken[58]
- Papi Yerr

#### Колишні
- Mariah the Scientist (раніше з RCA)
- Кааш Пейдж (раніше з Se Lavi і Def Jam)

## Музичний стиль
В інтерв'ю на Nice Kicks з Яном Стоунбуком Лейнз розповів про свій особистий стиль, який він називає Swavey: «Слово Swavey складається з двох прикметників. Багато людей використовують його як атрибут, але справжнє визначення swavey — це жанр музики. Жанр музики — це жанр злиття більш ніж одного в одне ціле. Я знаю, що це звучить дивно, але якщо ви запитаєте артиста, чим він займається, він скаже, що він читає реп, співає, грає рок, багато людей є мультиталановитими. На них дивляться розгублено, але я не думаю, що вони розгублені. Я відчуваю, що вони просто талановиті, сміливі артисти. Лейбли хочуть поставити вас в один ряд, але я відчуваю, що є дуже багато людей, які є чимось більшим, і вони є сміливими артистами.»

## Суперечки

### Дрейк
У 2010 році Лейнз опублікував відео на YouTube, кинувши виклик канадському реперу Дрейку, з яким, за чутками, був у родинних зв'язках. На відео він заперечує ці чутки та оголошує конкурс на суму 10 000 доларів США. Виявляючи повагу до Дрейка, Лейнз знову кинув йому виклик, але лише за умови, що Дрейк послухає деякі його треки з його другого мікстейпу Playing for Keeps . Лейнз також заявив, що якщо Дрейку це не сподобається, то він особисто віддасть йому 10 000 доларів. У серпні 2015 року, виступаючи в радіошоу «Sway in the Morning» на Shade 45, Лейнз зробив постріл у бік Дрейка, натякаючи на сумнозвісний фрістайл, який він виконав на Hot 97 шість років тому, де він читав тексти пісень зі свого BlackBerry . У жовтні 2015 року Лейнз створив додаткову напруженість у відносинах з репером, коли висловив свою неприязнь до використання «the 6», прізвиська для Торонто, яке популяризував Дрейк.
У тексті свого синглу 2016 року " Summer Sixteen " Дрейк, схоже, робить підсвідомий дисс на Лейнза, читаючи реп: «Всі ви, хлопці в новому Торонто хочете хоч трохи бути мною». Багато хто сприйняв це та наступні репліки як постріл в бік Лейнза. Дрейк також націлився на Міка Мілла, який у розпал їхньої триваючої ворожнечі розкритикував Дрейка за те, що він знеславив Лейнза в пісні " War Pain ": «Торі з 6-ки, ти ненавидиш його, Господь знає!» В інтерв'ю Revolt, Лейнза запитали про сприйнятий удар. Він скептично поставився до того, чи було це взагалі спрямовано проти нього, запевнив пресу, що не буде відповідати, навіть якби це було б так: «Дрейк може 20 000 разів зневажати мене, а я ніколи не буду зневажати його. Я його фанат. . . З мого боку немає негативу. Всього благословення цій людині» Коли Lanez випустив свою версію " Uber Everywhere ", він заспівав: «Pussy boy, smack that smile clean off your face / You don't know no trap niggas, you don't be around this way / You some actor nigga boy, I used to see you on the screen». Багато хто думав, що Лейнз відповідає Дрейку. Лейнз знову зневажив Дрейка в пісні «Line Up the Flex» з ASAP Ferg. Лейнз прочитав реп: «Я ніколи не був бандою, бандою, бандою, бандою/ Я був One Umbrella Mob», у відповідь на постріл Дрейка в нього в пісні «Summer Sixteen».
Дрейк дав відповідь у пісні «Still Here» в альбомі Views . В інтерв'ю із Зейном Лоу на Beats 1 Дрейк сказав про Лейнза: «Я закликаю будь-кого піти туди і завдати найбільшої шкоди, яку тільки можливо. Займись своїми справами. Отримай всі плоди. Отримай все. Стань найбільшим артистом, яким ти тільки можеш бути. Тільки не виходь нарешті на сцену і не починай зверхньо говорити зі мною, особливо коли ми не спілкуємося». У пісні «For Real» Лейнз знову накинувся на Дрейка. 27 червня 2016 року Лейнз поспілкувався з Ебро в шоу Ebro in the Morning, і він сказав про Дрейка: "Хіп-хоп — це контактний вид спорту, я тут, щоб змагатися, я тут, щоб бути № 1. " Далі він сказав: «Раніше я був шанувальником його музики, ніхто ніколи не забирав цього в мене. Це не означає, що я тут не для того, щоб забрати свою корону».

### Jacquees
У лютому 2016 року Jacquees написав у Твіттері: « Кріс [Браун] мій кумир/великий брат, він ніколи не буде враховуватись, але ви, інші хлопці, сіли мені на горло #FuckHowYouFeel». Твіт означав, що Jacquees перебуває в жорсткій конкуренції з усіма R&B -виконавцями в грі, крім Кріса Брауна, який, за його словами, є його кумиром. Цей твіт не був переконливим для Лейнза і він відповів Жаку двома емодзі. Жакіс сприйняв відповідь Лейнза як напад, а потім назвав Лейнза «селюком» і «кавуновою дупою». Проте Жакіс знайшов час, щоб похвалити майстерність Лейнза, хоча і натякнув, що вокальні таланти Лейнза не відповідають його власним. Лейнз не відповів Жакісу, але сказав своїм шанувальникам щоб вони «порадили цьому хлопчику». Пізніше вони припинили своє суперництво на південному заході . Пізніше, в серпні 2016 року вони оголосили, що їдуть у спільний тур.

### Джойнер Лукас
У листопаді 2018 року під час прямого ефіру Instagram Live Лейнз заявив, що він кращий репер, ніж американський репер Джойнер Лукас . У відповідь Лукас викликав Лейнза на реп-батл, що призвело до кількох диссів, випущених між ними, включаючи « Lucky You Freestyle» і « Zeze Freestyle». Хоча суперечка була недовгою, Лейнз висловив огиду до тих, хто став на бік Лукаса. Кінець сварки став ще більш очевидним, коли двоє випустили ремікс пісні DaBaby " Suge ".

### Дон Кю
Незабаром після того, як почалася сварка з Джойнером Лукасом, нью-йоркський репер Дон Кю випустив батл-трек під назвою «I'm Not Joyner», стверджуючи, що Лейнз краде тексти Q. Lanez відповів треком під назвою «Dom Queen», перш ніж Q відповів іншим дисс-треком. Інший репер, виконавець Dreamville JID, був залучений до сварки, здавалося б, незадоволений попередніми заявами Лейнза, націленими на його наставника Дж. Коула . Тоді Лейнз кинув виклик всьому списку виконавців Dreamville у відповідь, а репери, включаючи DreamDoll, відповіли своїми власними треками, націленими на Лейнза.

### Відповідь
У відповідь на різноманітні реп-звинувачення Лейнза Карлтон Джахмаль з хіп-хоп-видання HotNewHipHop сказав, що «мистецтво змагального, ліричного батл-репу роками було відсутнє в мейнстрімній хвилі…», доки Лейнз не привніс у культуру саме те, чого їй бракувало, своїм дружнім, але змагальним поглядом. Джахмаль зробив висновок, що Лейнз, по суті, «розробляє загальний зсув назад до коренів хіп-хопу […] більше про доказ ліричного таланту, ніж про повне знищення опонента».

## Юридичні проблеми
26 березня 2016 року під час концерту в Мідленді, штат Техас, сталася жорстока сутичка між силами безпеки та відвідувачами концерту. Потім Лейнз почав закликати натовп «піти до біса», що спровокувало бунт і змусило поліцію закрити концерт. Кілька людей було заарештовано. Організатори концерту розглядали судові позови проти Лейнза.

### Звинувачення у стрільбі 2020 року

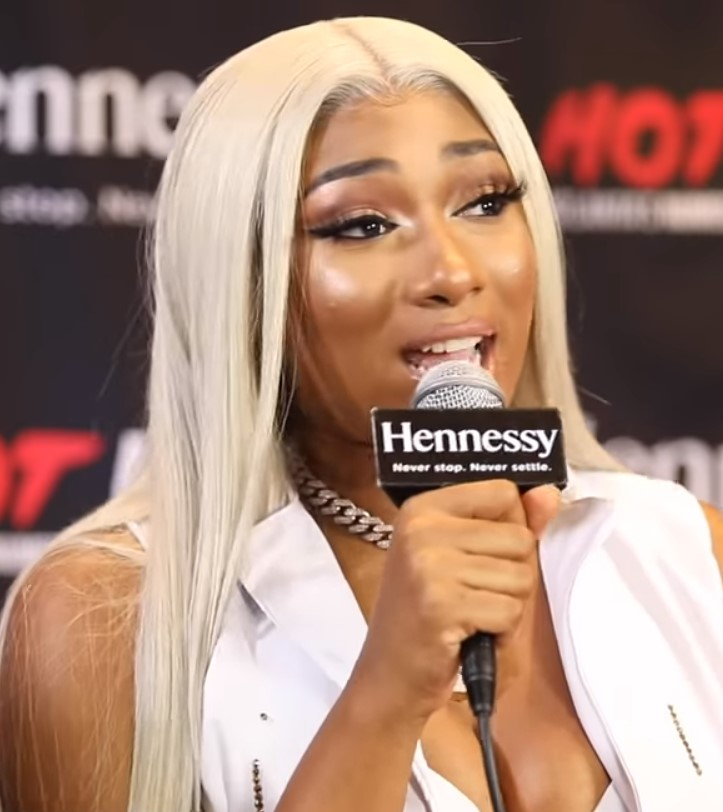
Меган Ті Сталліон, яка звинуватила Лейнза в тому, що він стріляв в неї, фото 2019 року

12 липня 2020 року після виходу з домашньої вечірки, де виникла суперечка, що призвела до насильства, Лейнза заарештували на Голлівудських пагорбах і звинуватили в носінні прихованої зброї в його автомобілі. Інша реп-виконавиця, Меган Ти Сталліон, також була в машині, і спочатку повідомлялося, що вона отримала рану ноги, спричинену склом. Однак пізніше у публікації в Instagram Меган заперечила це, заявивши, що вона перенесла операцію після того, як отримала «вогнепальні поранення в результаті злочину, який був скоєний проти мене з наміром завдати мені фізичної шкоди». Тоді вона не сказала, хто в неї стріляв. У серпні 2020 року в Instagram Live Меган заявила, що під час цього інциденту її підстрелив Лейнз. Також вона негативно висловилась про його публіцистичну команди, сказавши: «Ти підстрелив мене, і ти змусив свого публіциста і своїх людей відвідувати ці блоги та брехати. Перестань брехати. Навіщо брехати?»
25 вересня 2020 року Лейнз випустив свій п'ятий альбом « Daystar», у якому майже в кожній пісні він розповідає про стрілянину та заперечує, що він стріляв в Меган, водночас стверджуючи, що вона та її команда «намагалися підставити» його; в пісні «Money Over Fallouts» він читає реп: «як тобі прострелили ногу, не попавши ні в кістку, ні в сухожилля». Того ж дня в заяві для Variety адвокат Меган, Алекс Спіро, заявив, що представники Лейнза намагалися розпочати «наклепницьку кампанію» проти Меган, щоб дискредитувати її звинувачення. Спіро заявив: «Нам стало відомо про підроблені текстові повідомлення та вигадані електронні адреси, які були поширені в засобах масової інформації в спробі розповсюдити неправдиву інформацію про події, що відбулися». Команда Лейнза заперечила це, заявивши, що вони розслідуватимуть, хто стоїть за фальшивими електронними листами, і вживатимуть відповідних заходів.
29 вересня 2020 року, після негативних відгуків в адресу Лейнза з боку певних видань, репер заявив в Instagram, що новинні сайти розгорнули наклепницьку кампанію проти нього, заявивши, що він «ніколи не бачив щоб перевірені публікації… об'єднувалися з „упередженими“ думками для наклепницької кампанії проти артиста», і запитуючи, хто їм «платить». У жовтні 2020 року Лейнзу офіційно висунули звинувачення у нападі з використанням напівавтоматичної вогнепальної зброї, особистому використанні вогнепальної зброї та носінні зарядженої незареєстрованої вогнепальної зброї в транспортному засобі. Його також звинувачують у тому, що він особисто наніс тяжкі тілесні ушкодження з вогнепальної зброї. Якщо його визнають винним, Лейнзу загрожує максимальний термін ув'язнення у вигляді 22 років і восьми місяців. Він мав бути притягнутий до суду 13 жовтня, однак це було відкладено до 18 листопада, після того як адвокат Лейнза попросив про відстрочку. Відтоді проти Лейнза було видано захисний ордер; він повинен триматися нав відстані щонайменше 100 ярдів від Меган і не контактувати з нею. Йому також було наказано здати всю зброю, якою він володіє. У коментарі для The New York Times, опублікованому 13 жовтня 2020 року, Меган висловилась про стрілянину ще більше, написавши: «Чорношкірі жінки досі постійно зазнають неповаги та ігнорування у багатьох сферах життя. Нещодавно я стала жертвою акту насильства з боку чоловіка. Після вечірки в мене двічі вистрілили, коли я йшла від нього. Ми не були у стосунках. Чесно кажучи, я був шокована тим, що опинилася в такому місці».
Згідно з даними MRC Data, після того, як Меган заявила, що Лейнз стріляв у неї, показники його стрімінгу значно знизилися з приблизно 30 мільйонів у червні 2020 року до приблизно 9 мільйонів. Згодом Келані оголосила, що вилучить куплет Лейнза зі своєї пісні " Can I "; Лейнз не з'явився в кліпі на цю пісню.
У квітні 2022 року Лейнза було заарештовано за порушення охоронного ордеру, пов'язаного з цією справою; незабаром його було звільнено під збільшену заставу в розмірі 350 000 доларів США.

## Дискографія
- I Told You (2016)
- Memories Don't Die (2018)
- Love Me Now? (2018)
- Chixtape 5 (2019)
- Daystar (2020)
- Alone at Prom (2021)
- Sorry 4 What (2022)

## Нагороди та номінації
| Рік      | Нагороди                          | Категорія                             | Номінована робота | Результат  |
| -------- | --------------------------------- | ------------------------------------- | ----------------- | ---------- |
| 2015 рік | Багато нагород Music Video Awards | Найкраще хіп-хоп відео                | «Henny in Hand»   | Номіновано |
| 2016 рік | Нагороди BET                      | Найкращий новий виконавець            | Торі Лейнз        | Номіновано |
| 2016 рік | BET Hip Hop Awards                | Найкращий новий хіп-хоп виконавець    | Торі Лейнз        | Номіновано |
| 2016 рік | Нагороди MOBO                     | Найкращий міжнародний актор           | Торі Лейнз        | Номіновано |
| 2016 рік | Soul Train Music Awards           | Найкращий новий виконавець            | Торі Лейнз        | Номіновано |
| 2017 рік | Премія Греммі                     | Найкраща R&B пісня                    | «Luv»             | Номіновано |
| 2017 рік | Juno Awards                       | Премія «Вибір шанувальників».         | Торі Лейнз        | Номіновано |
| 2017 рік | Juno Awards                       | Проривний артист року                 | Торі Лейнз        | Номіновано |
| 2017 рік | Juno Awards                       | Реп-запис року                        | «Shooters»        | Перемога   |
| 2019 рік | NAACP Image Awards                | Найкращий новий виконавець            | Торі Лейнз        | Номіновано |
| 2019 рік | Нагороди Juno                     | Премія «Вибір шанувальників».         | Торі Лейнз        | Номіновано |
| 2019 рік | Нагороди Juno                     | Артист року                           | Торі Лейнз        | Номіновано |
| 2019 рік | Нагороди Juno                     | Запис репу                            | «Love Me Now?»    | Перемога   |
| 2019 рік | BET Hip Hop Awards                | Найкращий міжнародний флоу            | Торі Лейнз        | Номіновано |
| 2019 рік | Нагороди Juno                     | Премія «Вибір шанувальників».         | Торі Лейнз        | Номіновано |
| 2019 рік | Нагороди Juno                     | Артист року                           | Торі Лейнз        | Номіновано |
| 2019 рік | Нагороди Juno                     | Запис репу                            | «Freaky»          | Перемога   |
| 2020 рік | Нагороди Juno                     | Премія «Джуно» за R&B/соул-запис року | «Chixtape 5»      | Номіновано |
| 2020 рік | Нагороди Juno                     | Премія «Джуно» за R&B/соул-запис року | «Feel It Too»     | Перемога   |